# Serpico (1973.)
Serpico je američki film iz 1973. koji govori o stvarnom  njujorškom policajcu Franku Serpicu. Serpico se angažirao na tajnom zadatku kako bi razotkrio korupciju među kolegama policajcima, ali je poslije ostavljen po strani, prvo zbog nepovjerenja, a poslije su se na njega obrušile prijetnje. U glavnim ulogama se pojavljuju Al Pacino, John Randolph i Tony Roberts.

## Radnja
Film počinje s Frankom Serpicom (Pacino) na zadnjem sjedalu policijskog auta, prekrivenog krvlju dok juri u bolnicu s upaljenim svjetlima i sirenom. Upravo je ustrijeljen. Ostatak filma je većim dijelom prisjećanje. Počinje sa Serpicom koji u šezdesetima postaje policajac. Vrlo je idealističan te vjeruje u nebrutalne metode u hvatanju kriminalaca. Odbija sudjelovati u policijskoj korupciji, pogotovo u isplatama koje se tiču kockarskih i narko organizacija. Ubrzo ga suradnici počinju gledati s nepovjerenjem jer ne mogu vjerovati da odbija mito. Osim toga, Serpico ima problema i sa svojim prihvaćanjem kontrakulture šezdesetih: seli se u Greenwich Village, pušta kosu i bradu, ali dotle da može izgledati kao policajac u civilu.
Počinje se obraćati svojim šefovima u vezi korupcije, ali to ga ne dovodi nikamo. U borbi protiv korupcije, angažira kolegu policajca, Boba Blaira (Tony Roberts). Njegova kampanja okreće se na njega samog, a počinje patiti i njegova veza s Laurie (Barbara Eda-Young), koja ga na kraju ostavlja. Nakon razmjene, Serpico je ustrijeljen u narko raciji te je teško ranjen jer njegovi ogorčeni kolege nisu došli kako bi ga spasili.
Na kraju filma, Serpico svjedoči pred Knappovom komisijom u vezi korupcije u policiji.

## Produkcija
Stvarni Frank Serpico želio je biti prisutan na snimanju filma temeljenog na njegovom životu. Isprva mu je to dopušteno, ali je na kraju potjeran jer se redatelj Sidney Lumet bojao da će ometati glumce (posebno Pacina).
Priča je snimljena na ulicama New Yorka. Korišten je i Serpicov bivši stan u ulici Minetta u Greenwich Villageu. Ukupno je korišteno 105 različitih lokacija u četiri od pet gradskih okruga New Yorka. Snimanje se nije odvijalo na Staten Islandu.
Prije bilo kakvog rada na filmu, producent Martin Bergman je razgovarao s piscem biografskih knjiga Peterom Maasom o filmskoj adaptaciji. Waldo Salt, scenarist, počeo je pisati scenarij s redateljem Sidneyjem Lumetom koji je ispao predug. Drugi scenarist, Norman Wexler, napisao je dijaloge. Na scenariju je surađivao i Sidney Kingsley.
Redatelj John G. Avildsen je originalno izabran za režiju filma, ali je degradiran u pomoćnika redatelja zbog nesuglasica s producentom Bergmanom. Sidney Lumet preuzeo je redateljsku palicu malo prije početka snimanja.
Film je nominiran za dva Oscara: za najboljeg glavnog glumca (Al Pacino) i najbolji adaptirani scenarij.

## Glumci
- Al Pacino - Policajac Frank Serpico
- John Randolph - Kapetan Sidney Green
- Tony Roberts - Bob Blair
- Bernard Barrow - Inspektor Roy Palmer
- M. Emmet Walsh - Kapetan Gallagher
- Jack Kehoe - Tom Keough
- Biff McGuire - Inspektor McClain
- Barbara Eda-Young - Laurie
- Cornelia Sharpe - Leslie Lane
- John Medici - Pasquale
- Allan Rich - Okružni tužitelj Herman Tauber
- Norman Ornellas - Don Rubello

## Vanjske poveznice
- Serpico u internetskoj bazi filmova IMDb-a
- An appreciation of the man and film
- Službena stranica Franka Serpica  Arhivirana inačica izvorne stranice od 14. listopada 2006. (Wayback Machine)